# 丹增·伦代姜灿
丹增·伦代姜灿（1957年—），蒙古族，籍贯不详，蒙古国政治人物。

## 生平
1980年，伦代姜灿毕业于蒙古国立大学法学专业。1980年至1985年，任教于蒙古国立大学。1985年至1986年，任国家检察署检察员。 1986年至1989年，任国家检察署助理、处长。1989年至1990年，任蒙古科学院政治法学院部门负责人。
1990年至1992年，伦代姜灿任国家小呼拉尔委员、政权建设常设委员会主席、法律常设委员会副主席。1992年起，连续4次当选为国家大呼拉尔委员。1992年至1996年，任对外政策和安全、政权建设常设委员会主席。1995年至1996年，任政权建设常设委员会主席。2000年至2004年，任安全和对外政策常设委员会主席。2004年起，担任国家大呼拉尔副主席。2007年6月19日，当选为国家大呼拉尔主席。

## 家庭
伦代姜灿已婚，育有一子、一女。